# Кротт, Вячеслав Николаевич
Вячеслав Николаевич Кротт (1922—1975) — генерал-майор танковых войск (25.10.1967), участник Великой Отечественной войны, Герой Советского Союза (1945).

## Биография
Вячеслав Кротт родился 14 февраля 1922 года в селе Весёлый Кут (ныне — Тальновский район Черкасской области Украины). Учился в Умайском педагогическом техникуме. В 1940 году Кротт был призван на службу в Рабоче-крестьянскую Красную Армию. С 1941 года — на фронтах Великой Отечественной войны. В 1942 году окончил пехотное училище. К январю 1945 года гвардии капитан Вячеслав Кротт командовал мотострелковым батальоном 34-й гвардейской мотострелковой бригады 2-й гвардейской танковой армии 1-го Белорусского фронта. Отличился во время освобождения Польши.
В январе 1945 года батальон Кротта успешно выполнил свою боевую задачу во время боёв за город Чарнкув и на реке Нотец, уничтожив большое количество боевой техники и живой силы противника.
Указом Президиума Верховного Совета СССР от 24 марта 1945 года за «образцовое командование батальоном и проявленные при этом личное мужество и героизм» гвардии капитан Вячеслав Кротт был удостоен высокого звания Героя Советского Союза с вручением ордена Ленина и медали «Золотая Звезда» за номером 5747.
После окончания войны Кротт продолжил службу в Советской Армии. В 1946 году он окончил Высшую офицерскую школу, в 1953 году — Военную академию бронетанковых и механизированных войск, в 1972 году — Высшие академические курсы при Военной академии Генерального штаба. Командовал 10-й гвардейской танковой дивизией. Погиб в автомобильной катастрофе 23 апреля 1975 года, похоронен на Лукьяновском военном кладбище Киева.
Был также награждён орденами Красного Знамени, Александра Невского, Отечественной войны 2-й степени, двумя орденами Красной Звезды, орденом «За службу Родине в Вооружённых Силах СССР» 3-й степени, рядом медалей.